# Louis VII de Bavière
Pour les articles homonymes, voir Louis VII et Louis de Bavière.
Louis VII de Bavière (né aux alentours de 1368, mort le 1er mai 1447 à Burghausen) fut duc de Bavière-Ingolstadt de 1413 jusqu'à sa mort. Il était appelé le Barbu, car il portait la barbe, selon la mode française de l'époque.
Fils d’Étienne III de Bavière et de Taddea Visconti (fille aînée de Barnabé Visconti), Louis VII était le frère aîné d'Isabeau de Bavière, épouse du roi de France Charles VI. En 1381 sa mère mourut alors que Louis n'avait que treize ans. 
Au cours de sa vie, Louis s'arrêta de nombreuses fois en France. Lorsque Charles VI devint incapable de régner en raison de sa folie, Louis fut nommé régent de France. En tant que petit-fils de Barnabé Visconti, il s'engagea également dans la politique italienne. Louis encourageait l'art et fit construire le Nouveau Château (en). Sa dispute avec Henri XVI de Bavière dura plus d'une décennie et s'acheva avec l'emprisonnement de Louis à Burghausen, où il mourut.

## Contexte historique

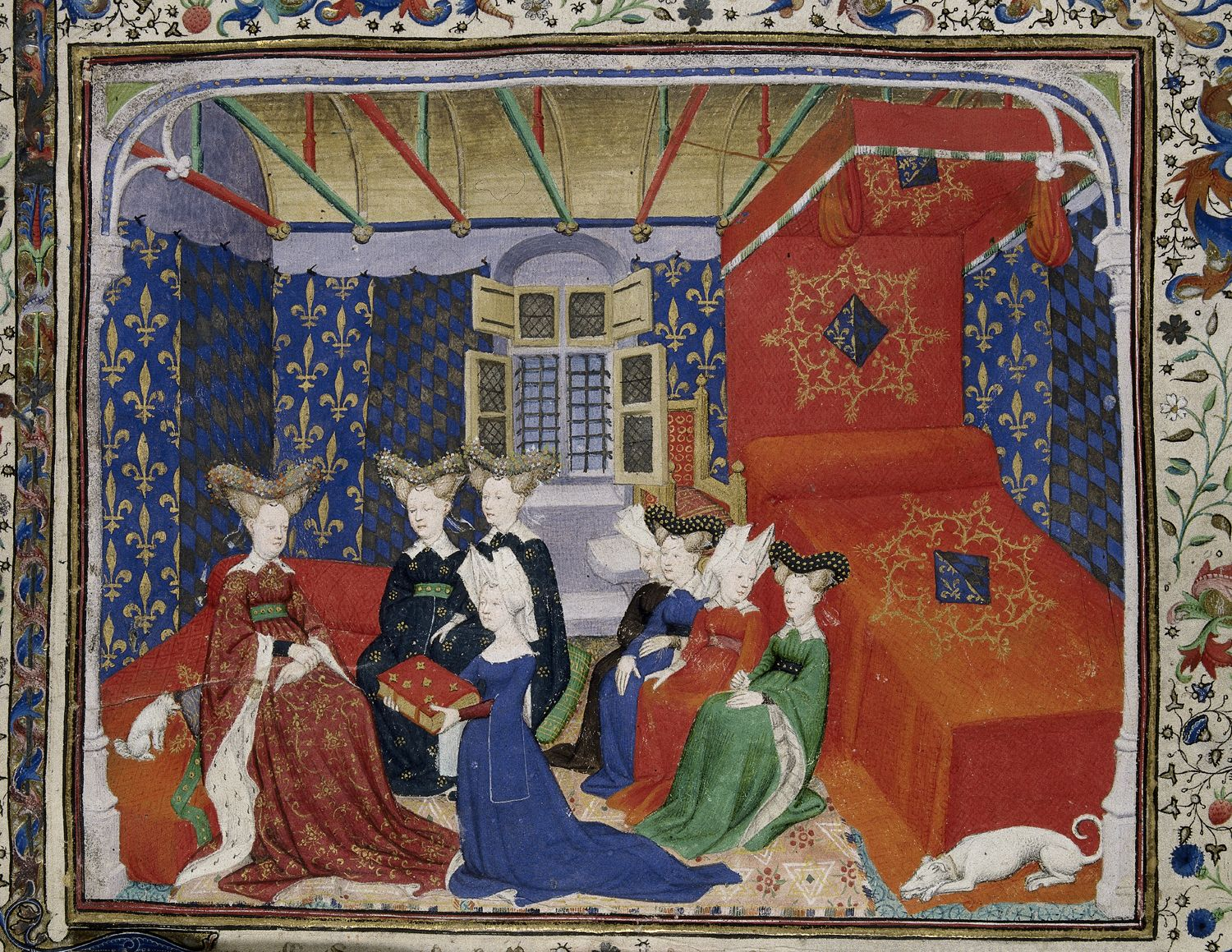
La petite sœur de Louis, Isabeau (ici représentée avec Christine de Pisan) était reine de France.

Avec l'arrière-grand-père de Louis, Louis IV, les Wittelsbach décrochèrent, en 1314, pour la première fois, le titre de roi des Romains. Après la mort de Louis IV en 1347, la Bavière fut divisée entre ses six fils. En 1349, Étienne II de Bavière reçut le duché de Bavière-Landshut (Basse-Bavière Landshut), qui fut à nouveau divisé entre ses trois fils après sa mort en 1375. Son père Étienne III obtint en 1392 le duché de Bavière-Ingolstadt, qui était composé de plusieurs parties séparées l'une de l'autre, de la région d'Ingolstadt, d'une partie au sud allant de Wasserburg à Kufstein en passant par Kitzbühel, et de Streubesitz dans l'actuel Haut-Palatinat. Ce découpage du duché mena à de nombreuses disputes avec les cousins de Bavière-Landshut.
À la mort de Louis IV, les Wittelsbach renforcèrent leur engagement en Italie du Nord par des mariages royaux avec les filles de Barnabé Visconti, seigneur de Milan. Étienne III épousa lui aussi une Visconti : Taddea. Les ducs bavarois s'engagèrent également largement en France. Là aussi les mariages royaux furent un moyen très utilisé. En 1385, à Cambrai, deux alliances furent concrétisées en même temps : une alliance fut scellée entre le duché de Bavière-Straubing et celui de Bourgogne et le mariage entre Isabeau de Bavière, sœur cadette de Louis VII, et le jeune roi de France Charles VI fut décidé. De ce fait, Louis VII fit de nombreux voyages en France.
1347, l'année de mort de Louis IV, marqua une coupure dans l'histoire de l'Europe. La peste noire ravagea l'Europe dans des proportions hors-normes, ce qui provoqua la réduction de la population européenne d'un tiers. Le recul de la population se poursuivit pendant environ un siècle et se stabilisa qu'après la mort de Louis VII. Aux conséquences économiques et démographiques dévastatrices de la peste se rajouta en 1337 la guerre de Cent Ans entre la France et l'Angleterre. L'Église commença également à perdre de l'influence, à cause de sa division en 1378 (Grand Schisme d'Occident). Du fait de ces différentes évolutions, on qualifie cette époque, où naquit Louis VII, de crise du Moyen Âge tardif.

## Biographie

### Représentant du pape
Le 17 juillet 1385, sa sœur cadette Isabeau épousa le roi de France Charles VI à Amiens. On ne sait pas si Louis assista à ce mariage, mais il est sûr qu'il passa entre 1391 et 1415 quelques années en France. Ses premières expériences militaires eurent lieu en 1388 lors de la guerre des Villes (en) entre les ducs de Bavière et la ligue des Villes souabes (en). En septembre 1388 il participa au siège de Donaustauf.
Fin 1391, Louis se rendit pour la première fois en France sous l'ordre du pape romain Boniface IX. Ce dernier avait chargé Louis et son père, lors d'un voyage en Italie, de s'engager en faveur de la papauté romaine en France et dans le Saint-Empire romain germanique. Louis fut chaleureusement accueilli. Son beau-frère Charles VI et des courtisans de la cour de France lui offrirent en son honneur des vêtements dans le style allemand de l'époque et lui laissèrent élever les frais de séjour à 5.000 francs.
Oncle du dauphin Charles, il fut nommé par celui-ci, en 1413, gouverneur de la Bastille.

## Mariages et descendances
Le duc Louis VII se maria le 1er octobre 1402 à Paris avec Anne de Bourbon (1380-1408), veuve de Jean, comte de Montpensier, fils et héritier du duc Jean de Berry. Ses parents étaient Jean Ier de Bourbon-La Marche, comte de La Marche, comte de Vendôme et comte de Castres, et Catherine de Vendôme. De cette union naquirent deux fils :
- Louis VIII de Bavière, duc de Bavière-Ingolstadt (1403-1445). Il épousa la princesse Marguerite de Brandebourg (1410-1465)[2].
- Jean (mort né en 1404 à Paris)[2].

Devenu veuf, Louis se remaria en 1413 avec Catherine d'Alençon (vers 1380-1462), fille du comte Pierre II d'Alençon et de Marie Chamaillard, et veuve de Pierre de Navarre, comte de Mortain (1366-1412). De cette union naquit :
- Jean (1414-?)[2].